# Trio pour piano no 34 de Joseph Haydn

Le Trio pour piano  no 34 34 Hob.XV.20 en si bémol majeur est un trio pour piano, violon et violoncelle composé par Joseph Haydn en 1794.

## Structure
1. Allegro
2. Andante cantabile (en sol majeur, à 2/4)
3. Finale: Allegro à 3/4

## Source
- François-René Tranchefort, Guide de la musique de chambre, éd. Fayard 1989 p.433  (ISBN 2-213-02403-0)